# صلاح كريم
صلاح كريم هو مخرج ومصور مصري (ولد 1936 وتوفي عام  ، 12 فبراير  ،1986).

## حياته
مخرج ومصور مواليد عام 1936 بد حياته الفنية مساعد مصور تم عمل مصورا في العديد من الافلام كتب القصة والسيناريو والحوار مع الإخراج لفيلم الزواج علي الطريقة الحديثة عام 1968 - وفيلم احنا بتوع الاسعاف.

## أعماله السينمائية كمصور
| - خلف أسوار الجامعة 1981 - نوع من النساء 1979 - العمر لحظة 1978 - سلطانة الطرب 1978 - ١٣ كدبة وكدبة 1977 - كان وكان وكان 1977 - مولد يا دنيا 1975 | - حكاية ٣ بنات 1968 - اللقاء الثاني 1967 - مبكى العشاق 1966 - المدير الفني 1965 - المغامرون الثلاثة 1965 - سكون العاصفة 1965 - ليلة الزفاف 1965 | - اعترافات زوج 1964 - العائلة الكريمة 1964 - اللهب 1964 - أنا وهو وهي 1964 - الحسناء و الطلبة 1963 - رجل في الظلام 1963 | - نار في صدري 1963 - الزوجة 13 ، 1962 - اللص والكلاب 1962 - سلاسل من حرير 1962 - صراع الأبطال 1962 - التلميذة 1961 | - إشاعة حب 1960 - الناس اللي تحت 1960 - بداية ونهاية 1960 - حبي الوحيد 1960 - خلخال حبيبي 1960 - أبو أحمد 1959. |